# Wrightbus

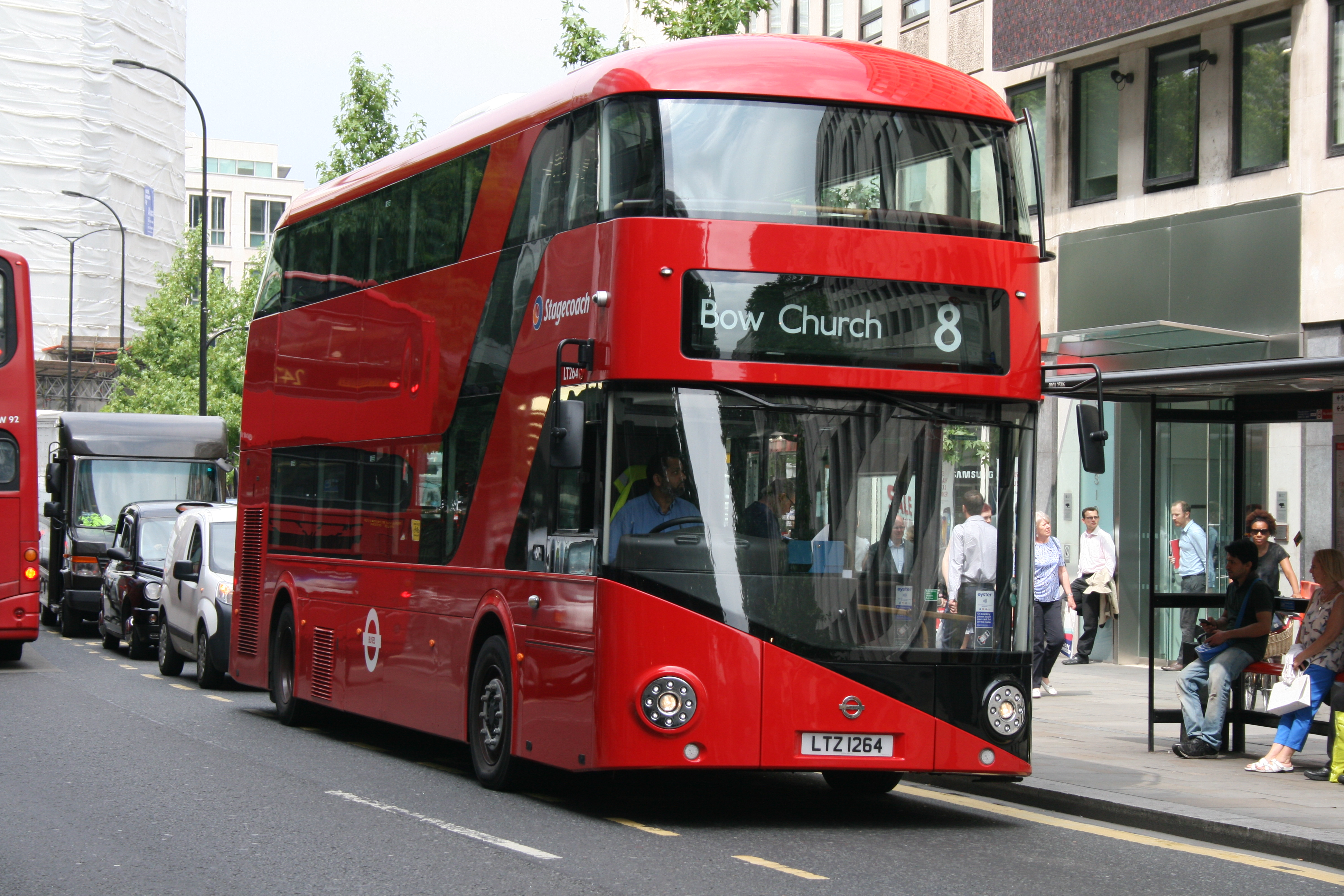
New Routemaster

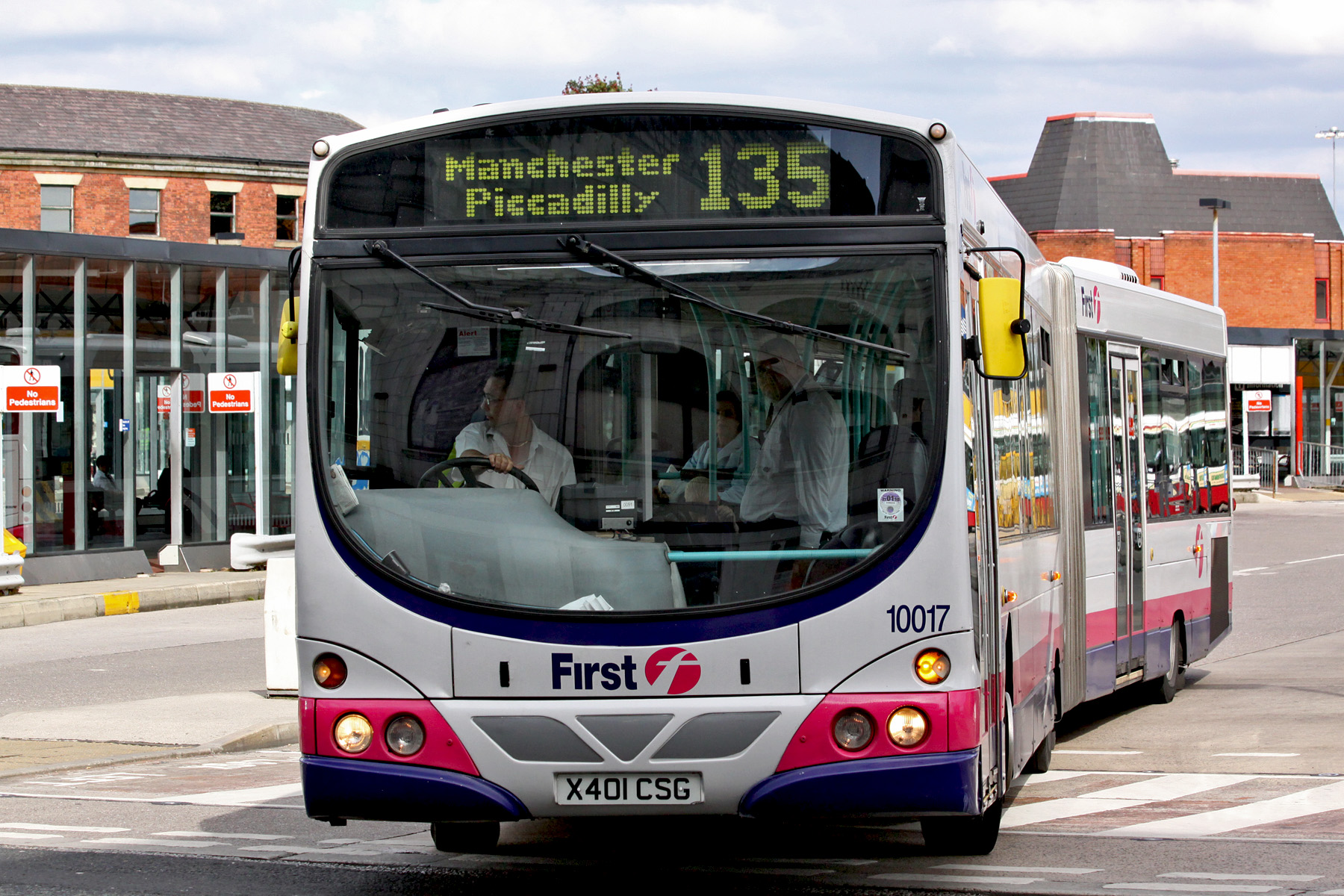
Wright Solar Fusion

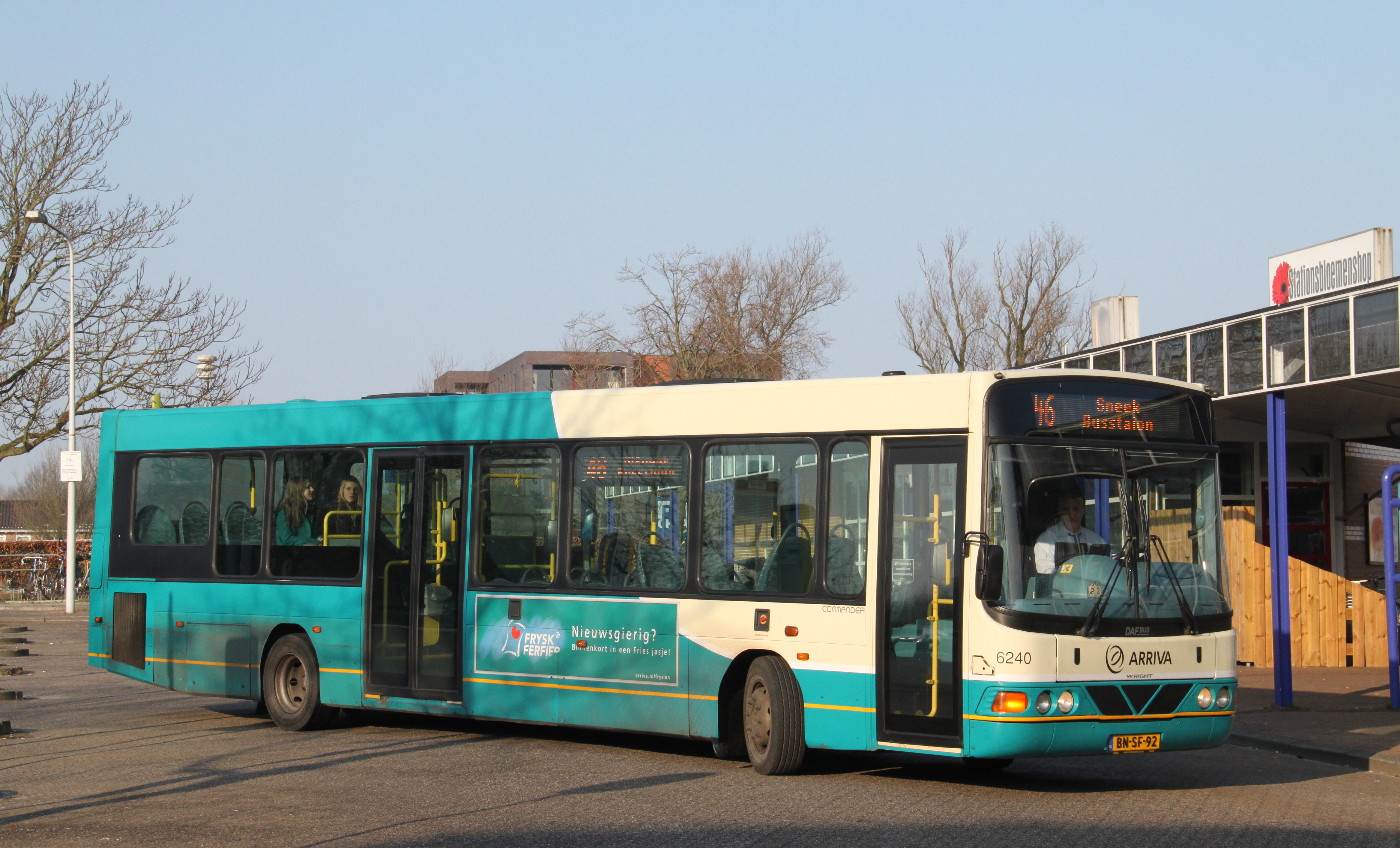
Wright Commander

Wrightbus Ltd. – brytyjskie przedsiębiorstwo branży motoryzacyjnej zajmujące się produkcją nadwozi oraz kompletnych autobusów sprzedawanych pod marką Wright. Przedsiębiorstwo zostało założone w 1946 roku, a jego siedziba mieści się w Ballymenie.

## Modele

### Obecne
Stan na październik 2014:
- StreetLite – autobus miejski klas midi oraz maxi
- StreetDeck – autobus piętrowy
- Gemini 3 – autobus piętrowy
- New Routemaster – autobus piętrowy
- StreetCar – autobus przegubowy

### Dawne
- Axcess-Floline
- Axcess-Ultralow
- Cadet
- Cityranger
- Commander
- Consort
- Contour
- Crusader
- Eclipse
- Eclipse Gemini
- Eclipse Fusion
- Endeavour
- Electrocity
- Endurance
- Explorer
- Fusion
- Gemini
- Handybus
- Liberator
- Meridian
- Nimbus
- Pathfinder
- Pulsar
- Renown
- Solar
- Solar Fusion
- TT
- Urbanranger